# Gante-Wevelgem 1955
La Gante-Wevelgem 1955 fue la 17.ª edición de la carrera ciclista Gante-Wevelgem y se disputó el 3 de abril de 1955 sobre una distancia de 228 km.  
El belga Briek Schotte (Alcyon-Dunlop) ganó en la prueba al imponerse en solitario en la línea de llegada. Sus compatriotas Désiré Keteleer y Raymond Impanis fueron segundo y tercero respectivamente. 

## Clasificación final
| Posición | Ciclista             | Equipo            | Tiempo    |
| -------- | -------------------- | ----------------- | --------- |
| 1        | Briek Schotte        | Alcyon-Dunlop     | 6h 15'00" |
| 2        | Désiré Keteleer      | Girardengo        | a 2'36"   |
| 3        | Raymond Impanis      | Elvé-Peugeot      | m.t.      |
| 4        | André Noyelle        | Alcyon-Dunlop     | m.t.      |
| 5        | Ferdinand Kübler     | Terrot-Hutchinson | m.t.      |
| 6        | René Mertens         | Individual        | a 3'00"   |
| 7        | Lode Anthonis        | L'Avenir          | m.t.      |
| 8        | Marcel Ryckaert      | Tebag             | m.t.      |
| 9        | Ernest Sterckx       | L'Avenir          | m.t.      |
| 10       | Léopold Degraeveleyn | Terrot-Hutchinson | m.t.      |